# Enfermedades del aparato digestivo

Diagrama del aparato digestivo.

Las enfermedades del aparato digestivo son trastornos o afecciones que afectan a los órganos que forman el sistema digestivo, que incluye la boca, el esófago, el estómago, los intestinos, el hígado, el páncreas y la vesícula biliar.

## Enfermedades en labios, boca, lengua y glándulas salivales
- Labio leporino y paladar hendido: son defectos del desarrollo en los cuales se produce una separación o fisura en el labio superior y el paladar.
- Herpes labial: el herpes labial es una infección en los labios causada por el virus del herpes simple. Cursa con formación de vesículas que se desarrollan en los labios o en el interior de la boca que pueden causar dolor. En ocasiones existe hinchazón de los ganglios linfáticos adyacentes.
- Aftas: son pequeñas ulceraciones que aparecen en la boca. Son una de las lesiones más frecuentes de la cavidad bucal sobre todo en niños y adolescentes. Aunque se han atribuido a múltiples causas, el origen real no ha sido totalmente identificado.[1]
- Glositis: inflamación de la lengua que generalmente surge debido a un daño local (como morderse la lengua ingerir bebidas o alimentos muy calientes) o como síntoma de una enfermedad generalizada.
- Lengua geográfica: se caracteriza por la presencia de placas rojas e irregulares, rodeadas de epitelio engrosado.
- Candidiasis oral: está provocada por un hongo denominado Candida albicans, habitante común de la boca. Generalmente se presenta después de una enfermedad delicada o terapia con antibióticos, la cual altera la flora microbiana normal de la boca.
- Parotiditis o paperas: es la enfermedad más común de la glándula parótida y causa dolor e hinchazón de una o ambas glándulas.
- Leucoplasia: es una afección inflamatoria crónica de las mucosas, especialmente de la boca, caracterizada por la producción de placas blancas adherentes indoloras, que a veces se fisuran.
- Tialismo: es la secreción excesiva de saliva producida por la presencia de alimento o por pensar en la comida; por el dolor o pensar en el dolor en la boca (silla del dentista) y por ciertos problemas para tragar. Cabe mencionar que no es una enfermedad.
- Cáncer de boca: los factores que predisponen al cáncer de boca comprenden exposición habitual y prolongada a la luz solar, el uso de tabaco de mascar y tabaco en polvo, ingestión crónica de bebidas alcohólicas y consumo de cigarrillos y marihuana.
- Mucocele: una tumefacción de tejido conjuntivo, mayormente por colección de mucina proveniente de una ruptura del conducto de una glándula salival, usualmente causado por un trauma local.
- Sialadenitis: inflamación de una de las glándulas salivales.
- Tumor de Warthin, es un tumor benigno de las glándulas salivales.
- Cálculo de la glándula salival:Consiste en la formación de una concreción (cálculo), principalmente de sales minerales de calcio que se forma en los conductos de las glándulas salivales y puede provocar obstrucción e inflamación de las mismas.
- Gingivitis: inflamación de las encías caracterizada por enrojecimiento, inflamación y en ocasiones sangrado, es una forma muy común de la enfermedad periodontal, se debe principalmente a la acumulación de sarro.

## Enfermedades del esófago
- Esofagitis por reflujo: es una inflamación del esófago producida por reflujo del contenido del estómago hacia el esófago.
- Hernia del hiato esofágico: en la hernia del hiato esofágico, la parte abdominal del esófago y una parte del estómago son empujadas o traccionadas hacia arriba a través del hiato o abertura del diafragma por el que pasa el esófago.
- Síndrome de Mallory-Weiss: se refiere a laceraciones en la membrana mucosa del esófago, normalmente causados por hacer fuertes y prolongados esfuerzos para vomitar o toser.
- Síndrome de Boerhaave: se produce por un aumento brusco de la presión abdominal durante el vómito, aunque también puede ocurrir durante el parto, convulsiones, tos o risa prolongada.

## Enfermedades del estómago
- Dispepsia: se entiende como tal la existencia de algún síntoma que se considere proveniente del aparato digestivo y afecte a la mitad superior del abdomen, siempre que no esté originado por un proceso específico. Puede manifestarse como dolor ocasional, náuseas, vómitos, malestar difuso o sensación de ardor (pirosis). Este tipo de síntomas son frecuentes en personas sanas y con mucha frecuencia no corresponden a ninguna enfermedad concreta.[2]
- Gastritis: es una inflamación de la membrana que recubre el estómago; puede ser aguda o crónica.
- Úlcera péptica (UP): se trata de un defecto o lesión de la mucosa gastrointestinal, que se perpetúa como consecuencia de la actividad ácido-péptica. Las áreas de localización son fundamentalmente el estómago y el bulbo duodenal.[3]

- Cáncer de estómago: más del 90 % de los tumores de estómago son adenocarcinoma gástrico (AG), provocado por una compleja interacción entre la infección por Helicobacter pylori, la alimentación y la predisposición genética. Los factores ambientales son responsables del 62 % de los cánceres gástricos y los factores hereditarios del 28 %.[4]

## Enfermedades del intestino
- Síndromes de malabsorción: desde un punto de vista fisiopatológico, la malabsorción se define cuando el defecto primario reside en la propia mucosa intestinal. En los países subdesarrollados, las causas más frecuentes de malabsorción son las parasitosis, el esprue tropical y el síndrome de inmunodeficiencia adquirida (SIDA). Dentro de las enfermedades que afectan al intestino, las causas de malabsorción más frecuentes en países occidentales son principalmente la enfermedad de Crohn, la enfermedad celíaca, el sobrecrecimiento bacteriano, el síndrome de inmunodeficiencia adquirida, el síndrome del intestino corto, la tuberculosis intestinal, la enfermedad inmunoproliferativa del intestino delgado y la giardiasis.[5]

- Enfermedades inflamatorias intestinales (EII): abarcan un grupo de trastornos inflamatorios crónicos[6] de origen autoinmune[7] y etiología desconocida, que afectan principalmente al intestino, aunque no de forma exclusiva. Actualmente, se engloban en este concepto las siguientes enfermedades:[6]
  - Colitis ulcerosa (CU): es una enfermedad que afecta a la mucosa del colon. Su principal síntoma es la rectorragia.
  - Enfermedad de Crohn: es una enfermedad transmural que puede afectar a cualquier tramo del intestino, aunque se localiza más frecuentemente en el íleon. Sus síntomas habituales son la diarrea y/o el dolor abdominal.
  - Colitis inclasificada (CI): es un trastorno inflamatorio del colon que no puede clasificarse claramente como CU o EC. Representa aproximadamente un 10% de los casos de afección inflamatoria crónica de origen desconocido.
  - Colitis microscópica (CM): engloba la colitis linfocítica y la colitis colágena. Se trata de trastornos histopatológicamente diferentes que afectan a la mucosa del colon, causando diarrea crónica. Su diagnóstico requiere un estudio cuidadoso de las biopsias.
- Enfermedad celíaca (EC): no es una enfermedad únicamente digestiva, sino un proceso de naturaleza autoinmune que afecta al intestino y a diversos órganos y sistemas, de difícil diagnóstico. Es producida por una intolerancia permanente al gluten, en personas con predisposición genética. Los síntomas digestivos suelen ser leves o incluso ausentes, especialmente a partir de los 2 años de vida, pero pueden desarrollarse numerosos síntomas y trastornos no digestivos, por lo que habitualmente no es reconocida ni diagnosticada, a pesar de tratarse de la enfermedad digestiva crónica más frecuente.[8][9][10][11] Muchas personas se han acostumbrado a vivir con un estado de mala salud crónica como si fuera normal y solo son capaces de reconocer que en realidad sí tenían síntomas relacionados con la enfermedad celíaca cuando comienzan la dieta sin gluten y se hace evidente la mejoría, en contraste con la situación previa a la dieta.[12][13]

- Síndrome del intestino irritable (SII): no es una enfermedad propiamente dicha,[14] sino un conjunto de trastornos funcionales del intestino[15] que se caracterizan por la presencia de episodios recurrentes de dolor abdominal, molestias acompañadas de hinchazón abdominal y alteraciones en la frecuencia y/o en la consistencia de las deposiciones.[14][15] No obstante, actualmente se dispone de pruebas diagnósticas que hablan a favor de que ya no es apropiado seguir considerando al SII como un trastorno puramente funcional.[16][17] No es una enfermedad psiquiátrica ni psicológica. No se ha demostrado la existencia de factores psicológicos que provoquen el SII o que influyan en su instalación, si bien los factores psicológicos pueden contribuir al deterioro de la calidad de vida.[18]

- Intolerancia a la lactosa: es el conjunto de síntomas que aparecen después de la ingestión de lactosa (el azúcar de la leche), tales como dolor abdominal, distensión, borborigmos, diarrea[19][20] e incluso estreñimiento.[21] Es consecuencia de una deficiencia de lactasa (la enzima que digiere la lactosa). En los seres humanos, varias mutaciones genéticas han permitido seguir tolerando la lactosa durante la edad adulta, con mayor o menor prevalencia según la zona geográfica. Las poblaciones que no poseen esta mutación (que son principalmente las asiáticas y africanas) presentan una deficiencia primaria o permanente de lactasa. En el resto de los casos, la malabsorción de la lactosa aparece como consecuencia de una enfermedad subyacente (deficiencia de lactasa secundaria o adquirida).[19]

- Infarto intestinal: se produce cuando un segmento del intestino queda privado de su provisión de sangre. Se debe a arterioesclerosis, coágulos de sangre (trombos) en un vaso sanguíneo, obstrucción de la circulación sanguínea o presencia de un émbolo (porción flotante de un coagulo) que procede de otra parte del cuerpo y que se aloja en una arteria intestinal.
- Hernia: una porción del intestino protruye por un sector débil de la pared abdominal. Dependiendo de su localización puede ser hernia umbilical, hernia inguinal o hernia crural.
- Esprue: es una lesión del intestino delgado que produce cierto aplanamiento de las vellosidades de la mucosa intestinal.
- Apendicitis: es la inflamación del apéndice, primera parte del colon ascendiente. El enfermo siente dolor cuando se presiona ese punto y experimenta fiebre leve, náusea, vómito y constipación (raramente diarrea). En el 75 % de los casos la apendicitis se origina como consecuencia de la obstrucción de la luz apendicular, lo que se produce habitualmente por un fecalito (heces endurecidas). Menos frecuente es la obstrucción del apéndice por cálculos, cuerpos extraños, parásitos o tumores. El 25 % de las apendicitis agudas se producen sin obstrucción, y la causa de la inflamación del apéndice en estos casos es desconocida.
- Pólipos del colon: estos consisten en el crecimiento anómalo del tejido situado en la mucosa del intestino grueso, lo que provoca la formación de un nódulo de mayor o menor tamaño que sobresale hacia la luz intestinal. Pueden ser planos o tener forma esférica. Existen muchos tipos de pólipos, la mayor parte son benignos, pero algunos se consideran procesos precancerosos. Afectan a alrededor del 20 % de la población adulta.[22]
- Cáncer colorrectal (cáncer del colon y el recto): el cáncer de la porción terminal del colon y del recto. En Estados Unidos se diagnostican 120 000 casos cada año, con una mortalidad a los cinco años cercana al 50 %. Se desconoce la causa del cáncer colorrectal y no siempre produce síntomas.

## Afectaciones en el recto y el ano
- Hemorroides: son venas varicosas de la membrana de revestimiento de la región anal, que aumentan de tamaño debido a la presión interna.
- Fisura anal: es un fino desgarramiento o úlcera que se extiende por el revestimiento del canal anal, que generalmente se produce debido a la salida de heces abultadas y duras, como resultado de la cirugía rectal, o por la presencia de hemorroides. El síntoma principal consiste en un fuerte dolor durante la defecación.
- Fístula anal: es un pasaje que se abre desde el canal anal o desde un acceso subyacente hasta la superficie de la piel cerca de la abertura anal, a través del cual se drena pus acuoso.

## Enfermedades del hígado
- Hepatitis: es una inflamación, y con frecuencia destrucción, del tejido hepático. La hepatitis es causada generalmente por infecciones virales, aunque también puede ser causada por bacterias y otros microorganismos, y por bebidas alcohólicas y ciertas drogas.
  - Hepatitis A: la hepatitis infecciosa de tipo A se presenta de dos a seis semanas después de la exposición al virus. Los síntomas comunes incluyen perdida de apetito, náusea, vómitos, fatiga y fiebre, con aumento del tamaño del hígado y dolor.
  - Hepatitis B: la hepatitis de tipo B afecta característicamente a los adolescentes y adultos. El virus es transportado en la sangre, saliva, secreciones nasales y espermatozoides. La transmisión generalmente se hace en forma accidental por medio de algún instrumento contaminado, como aguja hipodérmica (usada por los drogadictos), aguja para tatuar o instrumentos para perforar los lóbulos de la oreja, por transfusión de sangre o contacto sexual. Esta enfermedad es más grave que la de tipo A.
  - Hepatitis C: esta forma de hepatitis es causada por el virus de la hepatitis C.
  - Hepatitis D.
  - Hepatitis E: causada por el virus de la hepatitis E.
  - Hepatitis alcohólica: causada por el consumo excesivo de alcohol, no es de origen infeccioso.
  - Hepatitis autoinmune: es un tipo de hepatitis de carácter autoinmune, es decir, el proceso de inflamación y destrucción del hígado es secundario a una respuesta anómala por parte del sistema inmunitario en contra de los antígenos presentes en la superficie de los hepatocitos.[23]

- - Hepatitis activa crónica: es una enfermedad grave que persiste a lo largo de varios años, y tiende a ocurrir en personas que han tenido hepatitis de tipo B o C. En algunos casos provoca cirrosis hepática que puede origina ictericia, ascitis (fluido en el abdomen) y agrandamiento del hígado. Otros enfermos tiene pocos síntomas o ninguno.
- Hepatopatía alcohólica: este término se usa para describir el daño a la estructura y al funcionamiento del hígado causado por el consumo excesivo de alcohol.[24]
- Cirrosis hepática: en esta enfermedad las células funcionales del hígado son gradualmente destruidas y reemplazadas por tejido fibroso. Conjuntos de células dañadas existen junto a zonas de regeneración, pero la arquitectura del hígado se trastorna gradualmente con cicatrices y depósitos de grasa. Finalmente el hígado disminuye de tamaño, se endurece y deja de funcionar.
- Cirrosis biliar: es el resultado de la destrucción de los diminutos conductos que normalmente transportan la bilis hacia el conducto hepático.
- Abscesos del hígado: consiste en la formación de cavidades llenas de pus en el parénquima hepático. Las causas son múltiples, generalmente infecciosas por bacterias o parásitos.
- Cáncer de hígado: el cáncer primario del hígado es común en los países en desarrollo en los que la hepatitis crónica B se encuentra muy difundida. En otros lugares no es muy frecuente. Los cánceres metastásicos, es decir, los que proceden de cánceres que se desarrollan en otros lugares, afectan con frecuencia al hígado. Las células cancerosas que se han desprendido de cánceres situados en otros lugares del cuerpo, son transportadas por la sangre hasta el hígado, donde se establecen.

## Enfermedades de la vesícula biliar y de los conductos biliares
- Litiasis biliar: se denomina así a la formación de pequeños cálculos en la vesícula biliar o los conductos biliares. Puede provocar complicaciones, entre otras colecistitis y pancreatitis.
- Colecistitis: es la inflamación de la vesícula biliar, generalmente causada por un cálculo que se aloja en el conducto biliar.

## Enfermedades del páncreas
- Pancreatitis: es la inflamación del páncreas.
  - Pancreatitis aguda: es una complicación de la litiasis biliar, el alcoholismo, traumatismos mecánicos, úlcera péptica perforada, el virus de la parotiditis y numerosos medicamentos. Los síntomas incluyen dolor fuerte en la parte superior del abdomen y en la espalda, náusea, vómitos, fiebre e ictericia si el conducto biliar está afectado. El enfermo puede experimentar descenso de la presión sanguínea y choque.
  - Pancreatitis crónica: se asocia comúnmente con el alcoholismo crónico. También puede ser el resultado de ataques repetidos de páncreas aguda, enfermedad de la vesícula, obstrucción del conducto pancreático, herida, pancreatitis familiar, medicamentos y causas desconocidas.
- Cáncer de páncreas: es una de las formas de cáncer menos favorable, porque su tasa de supervivencia, aun después del tratamiento, es de menos del uno por ciento. Evidencia reciente sugiere que el cáncer del páncreas es más común entre los bebedores de café que entre los que se abstienen de esta bebida, aunque esto no ha sido plenamente confirmado.

## Otra
- Peritonitis: es una inflamación del peritoneo, membrana lisa que tapiza la cavidad abdominal y cubre los órganos que se encuentran dentro de ella. Generalmente está causada por la perforación de una víscera abdominal.

## Síntomas generales del sistema digestivo
- Gases: el gas que se forma en el tracto digestivo es expedido por la boca en forma de eructos o a través del recto. El gas atrapado puede producir distensión, incomodidad y hasta dolor. El aire que se desarrolla en el intestino delgado y en el intestino grueso sale a través del recto y se denomina flatulencia.
- Estreñimiento: es un estado en el que los movimientos intestinales están mal coordinados y son inadecuados, las heces son pequeñas, duras y difíciles de expulsar.
- Diarrea: es un aumento en la frecuencia y fluidez de las heces, y es causada cuando el agua no es absorbida por el intestino o cuando es arrastrada hacia él. Las causas son muy diversas, entre las más frecuentes se encuentran la infección por bacterias o virus y otras enfermedades como la colitis ulcerosa.
- Dolor abdominal: como las cavidades abdominal y pélvica constituyen una sola unidad y dentro de ellas se encuentran los sistemas digestivo, urinario y reproductivo y numerosas estructuras anatómicas, el dolor abdominal puede ser un síntoma de numerosas enfermedades diferentes.